# Земгальский олимпийский центр
Зе́мгальский олимпи́йский центр (латыш. Zemgales Olimpiskais centrs) — многофункциональный спортивный комплекс, расположенный в латвийском городе Елгава. Построен в 2010 году. Открытие состоялось 2 сентября 2010 товарищеским матчем между футбольными клубами «Елгава» и «Блэкпул».
В ЗОЦ располагаются: легкоатлетический стадион, футбольные поля с естественным и искусственным покрытием, открытая площадка с синтетическим покрытием для спортивных игр, площадка для пляжного волейбола, трасса БМХ, зал спортивных игр, тренажёрный зал, зал для конференций и офисные помещения. Трибуна открытого стадиона имеет 1560 сидячих мест, вместимость трибун зала для спортивных игр — 1484 места и 2064 с приставными трибунами. ЗОЦ является домашней ареной для футбольного клуба «Елгава» и баскетбольного клуба «Земгале».